# Ropalodontus populi
Ropalodontus populi is een keversoort uit de familie houtzwamkevers (Ciidae). De wetenschappelijke naam van de soort werd in 1877 gepubliceerd door Charles Brisout de Barneville.